# Oberleitungsbus Wuhlehirsk
| Oberleitungsbus Wuhlehirsk                            | Oberleitungsbus Wuhlehirsk |
| ----------------------------------------------------- | -------------------------- |
| ZiU-9 003 an der Haltestelle Perejisna (Perejesdnaja) |                            |
|                                                       |                            |
| Streckenlänge:                                        | 5,8 km                     |
|                                                       |                            |

Der Oberleitungsbus Wuhlehirsk war das einzige innerstädtische Verkehrsmittel der Stadt Wuhlehirsk in der ukrainischen Oblast Donezk. Wuhlehirsk war mit 10.693 Einwohnern (Stand 2008) die kleinste Stadt mit eigenem Oberleitungsbusbetrieb in der Ukraine, ferner eine der kleinsten weltweit. Mit einer Streckenlänge von 5,8 Kilometern war der Betrieb in Wuhlehirsk außerdem das kürzeste Obusnetz der Ukraine.

## Geschichte
Am 8. Juli 1982 wurde der Obusbetrieb in Wuhlehirsk mit der Linie 1 auf der Strecke zwischen Salisnytschnyj woksal (Bahnhof) und Schacht (Schachta Wuhlehirska) eröffnet. Auf dieser Strecke bestand zuvor vom 10. November 1958 bis 28. Juni 1980 Straßenbahnverkehr. Der ehemalige Betriebshof der Straßenbahn wurde für den Obusbetrieb umgebaut.
Am 9. Juni 1984 wurde das Streckennetz durch den Abschnitt vom Busbahnhof (Awtostanzija) zur Gagarin-Siedlung (Selyschtsche Haharina) erweitert und die Linie 2 (Schachta Wuhlehirska–Selyschtsche Haharina) eingerichtet.
2001 war Linie 1 nur noch morgens von 6:00 bis 9:00 Uhr in Betrieb, während Linie 2 ganztägig verkehrte. 2003 wurde Linie 1 ganz eingestellt, die Fahrleitung auf dem Abschnitt Awtostanzija–Salisnytschnyj woksal blieb jedoch zunächst betriebsfähig.
2011 kam der Obusbetrieb vollständig zum Erliegen, da es nicht mehr möglich war, die bis zu 30 Jahre alten und völlig verschlissenen Obusse vom Typ ZiU-9 instand zu halten. Nachfolgend wurde die Oberleitung auf der Straße zum Schacht teilweise gestohlen. Um nach Verfügbarkeit der gebrauchten Obusse aus Kiew den Betrieb wieder aufnehmen zu können, wurde die Oberleitung unter Verwendung des Materials der nicht mehr benutzen Zweigstrecke zum Bahnhof repariert. Im Dezember 2011 wurde die Strecke zum Bahnhof wiederhergestellt. Hierbei wurde allerdings die Führung der Oberleitung vereinfacht. Ursprünglich bestanden am Abzweig Fahrleitungsweichen entsprechend den Linien 1 und 2, seit dem Wiederaufbau gibt es diese nicht mehr. In Richtung Selyschtsche Haharina wurde dem bisherigen geradeaus führenden Verlauf gefolgt, in Richtung Schachta Wuhlehirska wurde die Stichstrecke zum Bahnhof bedient.
Seit 1. November 2013 wurden, zunächst versuchsweise, montags bis freitags im Tagesverkehr zwei Obusse eingesetzt, womit überwiegend zwei Fahrten je Stunde und Richtung angeboten wurden.
Von April bis Ende Juli 2014 befand sich Wuhlehirsk im Einflussbereich der Volksrepublik Donezk. Im August 2014 kam es zu erneuten Kampfhandlungen in der Stadt. Am 12. August musste der Obusbetrieb eingestellt werden. Nachfolgend wurden die Oberleitungsanlagen weitgehend zerstört, sodass eine Wiederaufnahme des Betriebs nicht absehbar ist.

## Streckennetz
Obuslinie 2 folgte weitgehend dem Verlauf der Straße Debalzewe–Jenakijewe (Fernstraße M 04 im Bereich der städtischen Bebauung, in Wuhlehirsk ist dies die wul. Nekrasowa). Südlich des Ortsausgangs in Richtung Jenakijewe zweigte die Obusstrecke von der Durchgangsstraße ab und folgte der Straße zum Schacht. Die seit 2012 wieder in den durchgehenden Verlauf eingebundene Stichstrecke zum Bahnhof verlief über die wul. Tramwainja, der Name verweist auf die bis 1980 hier verkehrende Straßenbahn.
Der Betriebshof befindet sich westlich des Stadtzentrums. Er konnte nur aus Richtung Selyschtsche Haharina angefahren werden, Ausfahrten waren nur in Richtung Schachta Wuhlehirska möglich.

## Fahrzeuge
Zur Eröffnung standen sechs bereits 1981 gebaute Obusse des Typs ZiU-9 zur Verfügung, ein weiterer wurde 1986 geliefert. Die Obusse trugen die Nummern 1 bis 7. Obus 004 erhielt eine Einrichtung als Fahrschulwagen und wurde in „У-04“ (U-04) umgezeichnet, blieb aber auch weiterhin im Fahrgastverkehr. Die Wagen 3, 6 und 7 wurden in 003, 006 und 007 umgezeichnet. 2007 waren nur noch drei Obusse im Bestand. Im März 2011 wurden aus Kiew zwei Obusse vom Typ JuMZ T2 der Baujahre 2001 und 2002 für fünf Jahre angemietet. Sie kamen in Wuhlehirsk unter den Kiewer Nummern 532 und 536 im Einsatz. Nach ihrer Inbetriebnahme wurden im Juli die drei letzten ZiU-9 003, У-04 und 007 verschrottet. Im April 2012 wurden aus Donezk zwei weitere JuMZ T2 übernommen, auch sie waren unter ihren alten Nummern 2023 und 2028 im Einsatz.

## Betrieb
Der Obusbetrieb in Wuhlehirsk wurde von TTU Jenakijewe durchgeführt. Diese Gesellschaft betreibt auch die Straßenbahn in Jenakijewe.
2007 wurden 17 Fahrtenpaare täglich angeboten, etwa im Abstand von 50 Minuten. Hierfür wurde ein Obus benötigt. 2013 gab es 16 Fahrtenpaare, seit 1. November 2013 montags bis freitags 26. Betriebsbeginn war um 5:10, Betriebsende um 22.20. Seit der Führung der Linie 2 über die Stichstrecke zum Bahnhof wurde gewöhnlich auf die Angabe der Liniennummer verzichtet.

## Bilder

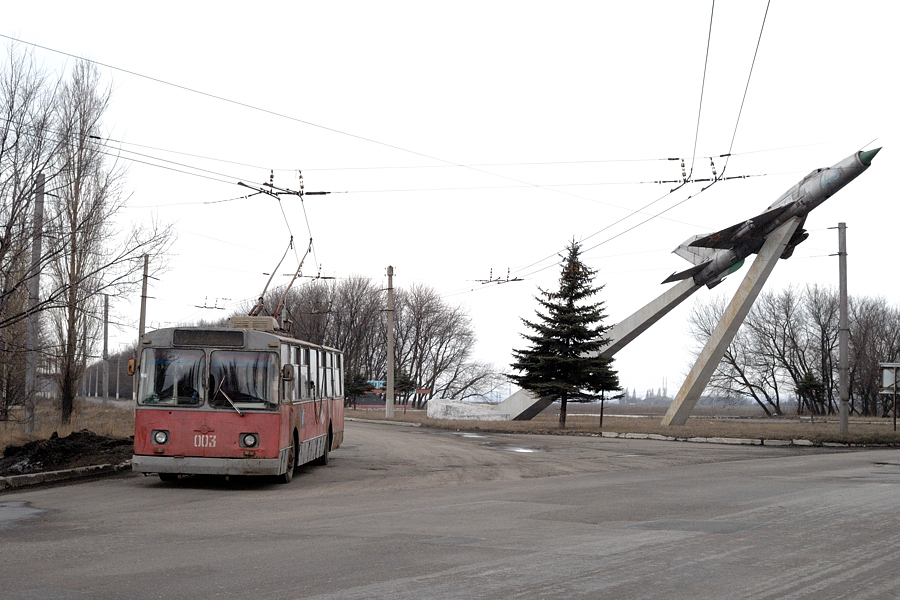
ZiU-9 003 an der Einmündung vom Schacht (2007)

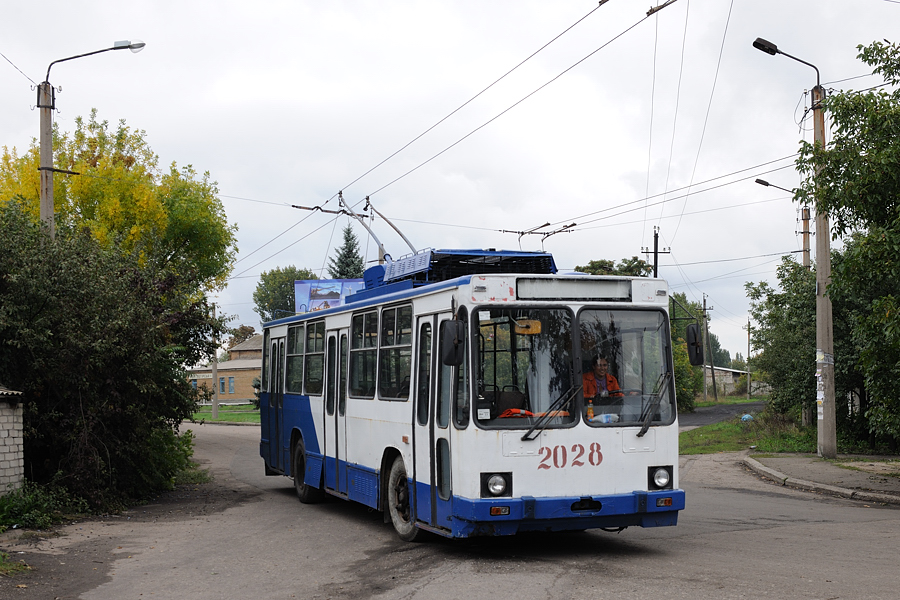
JuMZ T2 2028 in der Ausfahrt der Wendeschleife am Bahnhof (2013)

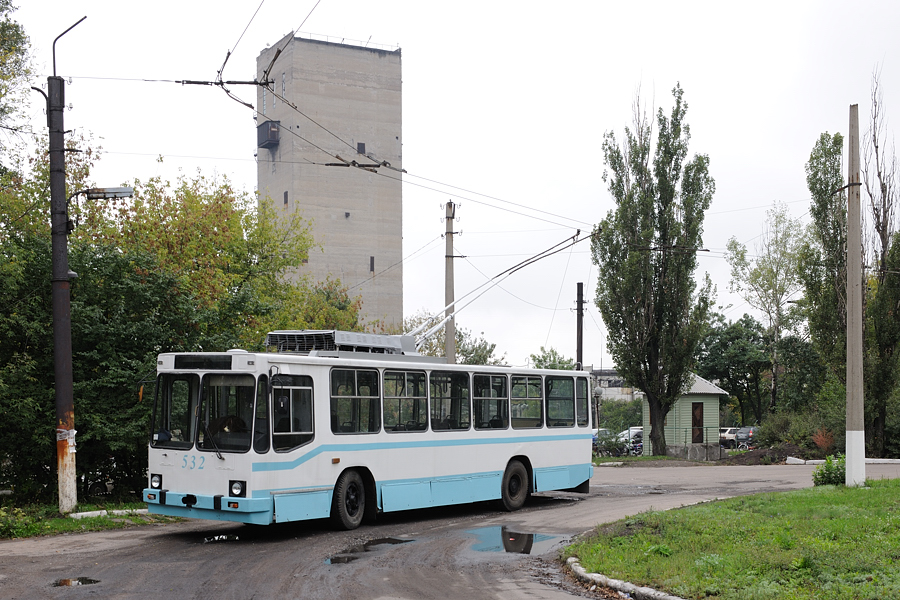
JuMZ T2 532 an der Endhaltestelle Schachta Wuhlehirska (2013)